# Amata klossi
Amata klossi là một loài bướm đêm thuộc phân họ Arctiinae, họ Erebidae.